# سیارک ۲۰۴۹۱
سیارک ۲۰۴۹۱ (به انگلیسی: 20491 Ericstrege، نامگذاری:1999OA5) بیست هزار و چهارصد و نود و یکمین سیارک کشف شده‌است که در ۱۶ ژوئیه ۱۹۹۹ کشف شد.
قدر مطلق سیارک برابر ۱۱.۲ است.